# 珠海市紫荆中学
珠海市紫荆中学是一所珠海市教育局直属的全日制中学，原为珠海市第一中学初中部，现有凤凰路校区和桃园路校区。学校被评为广东省一级学校、首批全国现代教育技术实验学校、全国精神文明建设工作先进单位。

## 校史
凤凰路校区创办于1960年，前身为香洲渔民中学，1962年更名为香洲中学。1981年7月改名为珠海市第一中学，包括初中部、高中部。2000年，珠海市第一中学实行初高中分址办学，高中部从原校迁出。2008年，珠海市教育局推行初高中分离办学的政策，原珠海市第一中学初中部更名为珠海市紫荆中学。
桃园路校区于1993年建立，前身为珠海市第三中学初中部，2008年学校更名为珠海市桃园中学。2011年6月与珠海市紫荆中学正式合并，命名为珠海市紫荆中学桃园路校区，构成了紫荆中学“一校两区”的办学格局。

## 校园设施
凤凰路校区占地面积32429平方米，建筑面积27064平方米。现有教学楼4幢，实验楼1幢，行政楼1幢。44间多媒体教室、12间理化生实验室、2间计算机室、1间心理健康咨询室、1间舞蹈健身室和1间学生形体室，13620平方米室外运动场和面积达到4067平方米的综合性体育馆，足球场、田径场、篮球场、排球场、羽毛球场、300米塑胶跑道、乒乓球活动室设备齐全，校园网、多媒体教学网，校园广播网，硬件设备先进、软件资源丰富。
桃园路校区占地面积40238平方米，建筑面积19989.8平方米，绿化面积达到20050平方米，有能容纳1个年级师生的报告厅，1个图书馆、1个阅览室，还有休闲书吧、体育馆、运动场、书法室等，各类功能配套设施齐全。

## 师资力量
凤凰路校区共有教职工118人，其中中学高级教师50人，中学一级教师50人，而桃园路校区则有教职工116人、专任教师108人。其中高级教师26人，一级教师48人，二级教师26人，见习教师8人。学历达标率100%，还有硕士学历8人，本科学历93人，占专任教师总数86%。从教师数量来看，紫荆中学桃园路校区共有36个教学班，学生1862人，专任教师108人，大约平均每5.8名学生便拥有1名教师。

## 知名校友
- 梁庭嘉